# Pietro Ruta
Pietro Ruta  (ur. 6 czerwca 1987 r. w Gravedonie) – włoski wioślarz, czterokrotny srebrny medalista mistrzostw świata, mistrz Europy.

## Igrzyska olimpijskie
Na igrzyskach zadebiutował w 2012 roku w Londynie w dwójce podwójnej wagi lekkiej wraz z Elią Luini. Wygrali swój wyścig eliminacyjny, po czym znaleźli się w półfinale. Tam zajęli piąte miejsce i zdobyli awans do finału B, który później wygrali. Ostatecznie zostali sklasyfikowani na siódmej pozycji.
Cztery lata później w Rio de Janeiro wystąpił w czwórce bez sternika wagi lekkiej. Skład osady uzupełnili: Stefano Oppo, Martino Goretti i Livio La Padula. W eliminacjach zajęli pierwsze miejsce, awansując do kolejnej rundy bez przystępowania do repasaży. W półfinale okazali się najlepsi w swoim wyścigu i awansowali do finału. Tam dopłynęli na metę na czwartej pozycji, tracąc do podium 2,67 sekundy.